# Mejor quinteto de la Basketball Bundesliga
El premio al Mejor quinteto de la Basketball Bundesliga o All-BBL Team se concede al final de cada temporada de la Basketball Bundesliga a los diez mejores jugadores del campeonato, divididos en dos equipos, primero y segundo. Se conceden desde la temporada 2004-2005.

## Mejores quintetos de la BBL
| Jugador (X) | Denota el número de veces que ha sido seleccionado |
|             | Indica que el jugador ganó el MVP esa temporada    |

| Temporada | Primer equipo                                                                              | Primer equipo                                                                              | Segundo equipo                                                                             | Segundo equipo                                                                             |
| Temporada | Jugadores                                                                                  | Equipos                                                                                    | Jugadores                                                                                  | Equipos                                                                                    |
| --------- | ------------------------------------------------------------------------------------------ | ------------------------------------------------------------------------------------------ | ------------------------------------------------------------------------------------------ | ------------------------------------------------------------------------------------------ |
| 2004–05   | Pascal Roller                                                                              | Skyliners Frankfurt                                                                        | Steffen Hamann                                                                             | Brose Bamberg                                                                              |
| 2004–05   | Marko Bulić                                                                                | Artland Dragons                                                                            | Tyron McCoy                                                                                | EWE Baskets Oldenburg                                                                      |
| 2004–05   | Chuck Eidson                                                                               | Gießen 46ers                                                                               | Narcisse Ewodo                                                                             | BG Karlsruhe                                                                               |
| 2004–05   | Chris Williams                                                                             | Skyliners Frankfurt                                                                        | Koko Archibong                                                                             | Brose Bamberg                                                                              |
| 2004–05   | Jovo Stanojević                                                                            | Alba Berlin                                                                                | Chris Ensminger                                                                            | Brose Bamberg                                                                              |
| 2005–06   | Pascal Roller (2×)                                                                         | Skyliners Frankfurt                                                                        | Justin Love                                                                                | [[]]                                                                                       |
| 2005–06   | Mike Penberthy                                                                             | Alba Berlin                                                                                | Brian Brown                                                                                | Trier                                                                                      |
| 2005–06   | Chuck Eidson (2×)                                                                          | Gießen 46ers                                                                               | Koko Archibong (2×)                                                                        | Brose Bamberg                                                                              |
| 2005–06   | Aleksandar Nađfeji                                                                         | Köln 99ers                                                                                 | Nate Fox                                                                                   | Bayer Giants Leverkusen                                                                    |
| 2005–06   | Jovo Stanojević (2×)                                                                       | Alba Berlin                                                                                | Ermin Jazvin                                                                               | MHP Riesen Ludwigsburg                                                                     |
| 2006–07   | Jerry Green                                                                                | MHP Riesen Ludwigsburg                                                                     | Demond Mallet                                                                              | RheinStars Köln                                                                            |
| 2006–07   | Julius Jenkins                                                                             | Alba Berlin                                                                                | Immanuel McElroy                                                                           | RheinStars Köln                                                                            |
| 2006–07   | Casey Jacobsen                                                                             | Brose Bamberg                                                                              | Adam Hess                                                                                  | Artland Dragons                                                                            |
| 2006–07   | Jeff Gibbs                                                                                 | ratiopharm Ulm                                                                             | Chris Owens                                                                                | Alba Berlin                                                                                |
| 2006–07   | Sharrod Ford                                                                               | Alba Berlin                                                                                | Darren Fenn                                                                                | Brose Bamberg                                                                              |
| 2007–08   | Jason Gardner                                                                              | EWE Baskets Oldenburg                                                                      | Bobby Brown                                                                                | Alba Berlin                                                                                |
| 2007–08   | Julius Jenkins (2×)                                                                        | Alba Berlin                                                                                | Immanuel McElroy (2×)                                                                      | Köln 99ers                                                                                 |
| 2007–08   | Rickey Paulding                                                                            | EWE Baskets Oldenburg                                                                      | Philipp Schwethelm                                                                         | Köln 99ers                                                                                 |
| 2007–08   | Jeff Gibbs (2×)                                                                            | ratiopharm Ulm                                                                             | Caleb Green                                                                                | Trier                                                                                      |
| 2007–08   | Chris Ensminger (2×)                                                                       | Brose Bamberg                                                                              | Mike Benton                                                                                | Trier                                                                                      |
| 2008–09   | Jason Gardner (2×)                                                                         | EWE Baskets Oldenburg                                                                      | Kyle Bailey                                                                                | BG Göttingen                                                                               |
| 2008–09   | Julius Jenkins (3×)                                                                        | Alba Berlin                                                                                | Roderick Trice                                                                             | BG Göttingen                                                                               |
| 2008–09   | Rickey Paulding (2×)                                                                       | EWE Baskets Oldenburg                                                                      | Immanuel McElroy (3×)                                                                      | Alba Berlin                                                                                |
| 2008–09   | Jeff Gibbs (3×)                                                                            | ratiopharm Ulm                                                                             | Predrag Šuput                                                                              | Brose Bamberg                                                                              |
| 2008–09   | Chris Ensminger (3×)                                                                       | Paderborn Baskets                                                                          | Raško Katić                                                                                | Tigers Tübingen                                                                            |
| 2009–10   | Louis Campbell                                                                             | Eisbären Bremerhaven                                                                       | Taylor Rochestie                                                                           | BG Göttingen                                                                               |
| 2009–10   | Julius Jenkins (4×)                                                                        | Alba Berlin                                                                                | Je'Kel Foster                                                                              | EWE Baskets Oldenburg                                                                      |
| 2009–10   | Robin Benzing                                                                              | ratiopharm Ulm                                                                             | Immanuel McElroy (4×)                                                                      | Alba Berlin                                                                                |
| 2009–10   | Predrag Šuput (2×)                                                                         | Brose Bamberg                                                                              | Jeff Gibbs (4×)                                                                            | Eisbären Bremerhaven                                                                       |
| 2009–10   | Chris Ensminger (4×)                                                                       | Telekom Baskets Bonn                                                                       | Blagota Sekulić                                                                            | Alba Berlin                                                                                |
| 2010–11   | DaShaun Wood                                                                               | Skyliners Frankfurt                                                                        | Tyrese Rice                                                                                | Artland Dragons                                                                            |
| 2010–11   | Julius Jenkins (5×)                                                                        | Alba Berlin                                                                                | Brian Roberts                                                                              | Brose Bamberg                                                                              |
| 2010–11   | Casey Jacobsen (2×)                                                                        | Brose Bamberg                                                                              | Robin Benzing (2×)                                                                         | ratiopharm Ulm                                                                             |
| 2010–11   | Predrag Šuput (3×)                                                                         | Brose Bamberg                                                                              | Derrick Allen                                                                              | Alba Berlin                                                                                |
| 2010–11   | John Bryant                                                                                | ratiopharm Ulm                                                                             | Tibor Pleiß                                                                                | Brose Bamberg                                                                              |
| 2011–12   | DaShaun Wood (2×)                                                                          | ALBA Berlin                                                                                | Jared Jordan                                                                               | Telekom Baskets Bonn                                                                       |
| 2011–12   | Isaiah Swann                                                                               | ratiopharm ulm                                                                             | Anton Gavel                                                                                | Brose Baskets                                                                              |
| 2011–12   | Casey Jacobsen (3×)                                                                        | Brose Baskets                                                                              | Bryce Taylor                                                                               | ALBA Berlin                                                                                |
| 2011–12   | P.J. Tucker                                                                                | Brose Baskets                                                                              | Chevon Troutman                                                                            | Bayern de Múnich                                                                           |
| 2011–12   | John Bryant (2×)                                                                           | ratiopharm ulm                                                                             | Tibor Pleiß (2×)                                                                           | Brose Baskets                                                                              |
| 2012–13   | Jared Jordan (2×)                                                                          | Telekom Baskets Bonn                                                                       | Tyrese Rice (2×)                                                                           | Bayern de Múnich                                                                           |
| 2012–13   | Anton Gavel (2×)                                                                           | Brose Baskets                                                                              | Davin White                                                                                | Phoenix Hagen                                                                              |
| 2012–13   | Rickey Paulding (3×)                                                                       | EWE Baskets Oldenburg                                                                      | Reggie Redding                                                                             | Walter Tigers Tübingen                                                                     |
| 2012–13   | Deon Thompson                                                                              | ALBA Berlin                                                                                | Chevon Troutman (2×)                                                                       | Bayern de Múnich                                                                           |
| 2012–13   | John Bryant (3×)                                                                           | ratiopharm ulm                                                                             | Adam Chubb                                                                                 | EWE Baskets Oldenburg                                                                      |
| 2013–14   | Malcolm Delaney                                                                            | Bayern de Múnich                                                                           | Jared Jordan (3×)                                                                          | Brose Baskets                                                                              |
| 2013–14   | Anton Gavel (3×)                                                                           | Brose Baskets                                                                              | Julius Jenkins (6×)                                                                        | EWE Baskets Oldenburg                                                                      |
| 2013–14   | Reggie Redding (2×)                                                                        | ALBA Berlin                                                                                | Bryce Taylor (2×)                                                                          | Bayern de Múnich                                                                           |
| 2013–14   | Angelo Caloiaro                                                                            | Mitteldeutscher                                                                            | Deon Thompson (2×)                                                                         | Bayern de Múnich                                                                           |
| 2013–14   | D'or Fischer                                                                               | Brose Baskets                                                                              | Leon Radošević                                                                             | ALBA Berlin                                                                                |
| 2014–15   | Brad Wanamaker                                                                             | Brose Baskets                                                                              | Khalid El-Amin                                                                             | BG Göttingen                                                                               |
| 2014–15   | Alex Renfroe                                                                               | ALBA Berlin                                                                                | Nihad Đjedović                                                                             | Bayern de Múnich                                                                           |
| 2014–15   | D. J. Kennedy                                                                              | MHP Riesen Ludwigsburg                                                                     | Ryan Thompson                                                                              | Brose Baskets                                                                              |
| 2014–15   | Jamel McLean                                                                               | ALBA Berlin                                                                                | Raymar Morgan                                                                              | BG Göttingen                                                                               |
| 2014–15   | John Bryant (4×)                                                                           | Bayern de Múnich                                                                           | Tim Ohlbrecht                                                                              | ratiopharm Ulm                                                                             |
| 2015–16   | Brad Wanamaker (2×)                                                                        | Brose Baskets                                                                              | Jordan Theodore                                                                            | Fraport Skyliners                                                                          |
| 2015–16   | Bryce Taylor (3×)                                                                          | Bayern de Múnich                                                                           | Vaughn Duggins                                                                             | EWE Baskets Oldenburg                                                                      |
| 2015–16   | Rickey Paulding (4×)                                                                       | EWE Baskets Oldenburg                                                                      | Darius Miller                                                                              | Brose Baskets                                                                              |
| 2015–16   | Nicolò Melli                                                                               | Brose Baskets                                                                              | Daniel Theis                                                                               | Brose Baskets                                                                              |
| 2015–16   | Brian Qvale                                                                                | EWE Baskets Oldenburg                                                                      | Johannes Voigtmann                                                                         | Fraport Skyliners                                                                          |
| 2016–17   | Chris Kramer                                                                               | EWE Baskets Oldenburg                                                                      | Josh Mayo                                                                                  | Telekom Baskets Bonn                                                                       |
| 2016–17   | Chris Babb                                                                                 | ratiopharm Ulm                                                                             | Trey Lewis                                                                                 | medi bayreuth                                                                              |
| 2016–17   | Darius Miller (2×)                                                                         | Brose Bamberg                                                                              | Rickey Paulding (5×)                                                                       | EWE Baskets Oldenburg                                                                      |
| 2016–17   | Nicolò Melli (2×)                                                                          | Brose Bamberg                                                                              | Maxi Kleber                                                                                | Bayern de Múnich                                                                           |
| 2016–17   | Raymar Morgan (2×)                                                                         | ratiopharm Ulm                                                                             | Brian Qvale (2×)                                                                           | EWE Baskets Oldenburg                                                                      |
| 2017–18   | Peyton Siva                                                                                | Alba Berlin                                                                                | Josh Mayo (2×)                                                                             | Telekom Baskets Bonn                                                                       |
| 2017–18   | Thomas Walkup                                                                              | MHP Riesen Ludwigsburg                                                                     | Philip Scrubb                                                                              | Skyliners Frankfurt                                                                        |
| 2017–18   | Robin Benzing                                                                              | s.Oliver Würzburg                                                                          | Rickey Paulding (6×)                                                                       | EWE Baskets Oldenburg                                                                      |
| 2017–18   | Luke Sikma                                                                                 | Alba Berlin                                                                                | Danilo Barthel                                                                             | Bayern de Múnich                                                                           |
| 2017–18   | John Bryant (5×)                                                                           | Gießen 46ers                                                                               | Devin Booker                                                                               | Bayern de Múnich                                                                           |
| 2018–19   | Will Cummings                                                                              | EWE Baskets Oldenburg                                                                      | Peyton Siva (2×)                                                                           | Alba Berlin                                                                                |
| 2018–19   | Will Cummings                                                                              | EWE Baskets Oldenburg                                                                      | Tyrese Rice (3×)                                                                           | Brose Bamberg                                                                              |
| 2018–19   | T. J. Bray                                                                                 | Rasta Vechta                                                                               | DeAndre Lansdowne                                                                          | Löwen Braunschweig                                                                         |
| 2018–19   | Rokas Giedraitis                                                                           | Alba Berlin                                                                                | Vladimir Lučić                                                                             | Bayern Munich                                                                              |
| 2018–19   | Luke Sikma (2×)                                                                            | Alba Berlin                                                                                | Danilo Barthel (2×)                                                                        | Bayern Munich                                                                              |
| 2018–19   | Rašid Mahalbašić                                                                           | EWE Baskets Oldenburg                                                                      | John Bryant (6×)                                                                           | Gießen 46ers                                                                               |
| 2019–20   | No se entregaron galardones debido al recorte de la temporada por la Pandemia de COVID-19. | No se entregaron galardones debido al recorte de la temporada por la Pandemia de COVID-19. | No se entregaron galardones debido al recorte de la temporada por la Pandemia de COVID-19. | No se entregaron galardones debido al recorte de la temporada por la Pandemia de COVID-19. |